# 河北假报春
河北假报春（学名：Cortusa matthioli sp. pekinensis）为报春花科假报春属下的一个亚种。